# Firma grafometrica
La firma grafometrica è una definizione comunemente usata per indicare una modalità di firma elettronica realizzata con un gesto manuale del tutto analogo alla firma autografa su carta.
I dati di una firma si acquisiscono mediante  un dispositivo in grado di acquisire dinamicamente il movimento di uno stilo - azionato direttamente dalla mano di una persona - su una superficie sensibile (emulando una penna sulla carta).

## Descrizione
La funzione della tecnologia impiegata consiste nel fatto che si possono ottenere diversi livelli di qualità: risoluzione posizionale, frequenza dei campioni nell'unità di tempo, disponibilità del dato relativo alla pressione dello stilo sulla superficie, inclinazione, ecc.
Ferma restando la modalità di acquisizione del gesto della firma, esistono due linee principali di applicazione:
- metodo di autenticazione basato sulla firma autografa: i dati della firma acquisita vengono confrontati con un database di "specimen" precedentemente raccolti. Se il sistema riconosce una corrispondenza può abilitare una certa funzione (ad esempio un pagamento). Parliamo di "autenticazione" piuttosto che di "firma", in quanto i dati biometrici non vanno a costituire una vera e propria firma elettronica avanzata, digitale o qualificata, ma servono come strumento di abilitazione per una certa attività. Tale attività può anche consistere nell'attivazione di una chiave privata di firma elettronica qualificata ospitata su un server (in questo caso rinunciando al vero vantaggio della firma grafometrica, ossia la possibilità di sottoscrizione elettronica da parte di chi non possiede un Certificato Qualificato).
- firma elettronica avanzata grafometrica: i dati della firma acquisita sono associati univocamente al documento (in genere PDF) oggetto di sottoscrizione, cifrati per renderli inaccessibili per un utilizzo con altri documenti, quindi inseriti in un normale campo di firma elettronica che ne protegge l'integrità.

La firma associata al documento è poi verificabile, in caso di disconoscimento, da parte di un grafologo che la esamina esattamente come nel caso cartaceo.
La seconda modalità, in particolare, grazie al valore legale conferito dalle ultime modifiche al Codice dell'Amministrazione Digitale (soddisfacimento pieno del requisito della forma scritta), permette di estendere la dematerializzazione (cioè di evitare i documenti cartacei) anche nei casi in cui sia richiesta una firma ad un cittadino non provvisto di strumenti per la Firma Digitale.  I campi di applicazione più promettenti sono quelli dei contratti bancari, assicurativi, finanziari, credito al consumo, utilities; perfezionamento ordinativi tramite tablet; documenti clinici quali consenso informato, privacy; 
Poiché lo sviluppo di queste tecnologie in conformità alle normative è davvero all'inizio (le Regole Tecniche pertinenti sono attese per la pubblicazione in Gazzetta Ufficiale nel mese di Maggio 2013) mancano ancora iniziative sul fronte dell'interoperabilità tra diverse soluzioni ed una consapevole cultura della sicurezza per il trattamento dei dati biometrici.
I dettagli tecnici sono comunicati dal decreto del presidente del Consiglio dei ministri pubblicato il 22 febbraio 2013 sulla Gazzetta ufficiale n.117 del 21-5-2013.